# 京成成田站
京成成田站（日语：／ Keisei-narita eki */?）是位於日本千葉縣成田市花崎町，屬於京成電鐵的鐵路車站。車站編號是KS40。旅客資訊採用省略京成二字的「成田」，車站入口的標示則為了與鄰近的東日本旅客鐵道（JR東日本）的成田站分開而標為「京成成田」。

## 歷史
- 1925年（大正14年）12月24日：京成電氣軌道成田花咲町站（臨時站）開業。開業時站區位於往公津之杜方向400米處。至路線延伸至成田機場前一直是京成本線的終點站。
- 1930年（昭和5年）4月25日：路線延伸至現時站址。成田花咲町站被廢除，以京成成田站名義正式開業。
- 1931年（昭和6年）11月18日：改稱京成成田站。
- 1958年（昭和33年）9月：現存日式站房及第1次站內改善工程竣工。
- 1967年（昭和42年）12月：第2次站內改善工程竣工。月台改良為6輛編組（其後再延伸至8輛編組的長度）3面3線的配置。
- 1978年（昭和53年）5月21日：本站至成田機場站（現：東成田站）段通車，變成中間站。
- 1992年（平成4年）7月23日：連接站房和東口廣場的地下通道落成啟用。
- 2006年（平成18年）：西口廣場完成改建，並將原有的電纜地下化。
- 2007年（平成19年）3月18日：京成電鐵參與的智能卡系統PASMO啟用。
- 2008年（平成20年）：東口廣場完成改建，增設一般車輛停車位、公車站及待避空間等設備。
- 2010年（平成22年）
  - 3月1日：關閉Skyliner售票櫃台。
  - 7月17日：成田機場線（成田Sky Access）開業，不再是「Skyliner」的停車站，但成為同日增設的「Cityliner」的停車站。（2011年9月10日起為起終點站）
- 2013年（平成25年）10月16日：受台風26號影響，1號線側斜坡砂土流出[3]。1、2號線月台停止使用，10月17日3 - 5號線恢復使用[4]。
- 2014年（平成26年）2月8日：1、2號線月台恢復使用[5]。
- 2015年（平成27年）3月7日：進行站房耐震補強工程，移動自動驗票閘門，有人檢票口改為步入式（Walk in type）[6]。

## 車站結構
本站是月台3面3線構造的地面車站。2號線與3號線，以及4號線與5號線為共用線路。5號線主要停靠往成田機場方向列車，1號與2號線主要停靠上野方向特急、往東成田、芝山鐵道線方向列車、本站折返列車等。除了5號線以外，其他月台可透過地下道，或是透過電梯與跨線天橋前往大廳。本站為站長配置站，並管理成田管區內的京成酒酒井站、宗吾參道站與公津之杜站。
本站坐落於台地上，1號線東側便是台地崖線。地勢呈現西高東低，西側上野側的線路在地面，東側成田機場、東成田側線路在高架上。受到地勢高低差的影響，東口側設有階梯與電扶梯，但無法使用輪椅。而西口側沒有高低差的影響。月台的電扶梯與電梯都可使用輪椅。5號線月台有無障礙廁所。
5號線月台有麵包店SAINT ETOILE京成成田店。另外，東口側的車站2樓部分有市進學院入駐。剪票口附近有Seven銀行與中央勞動金庫ATM。

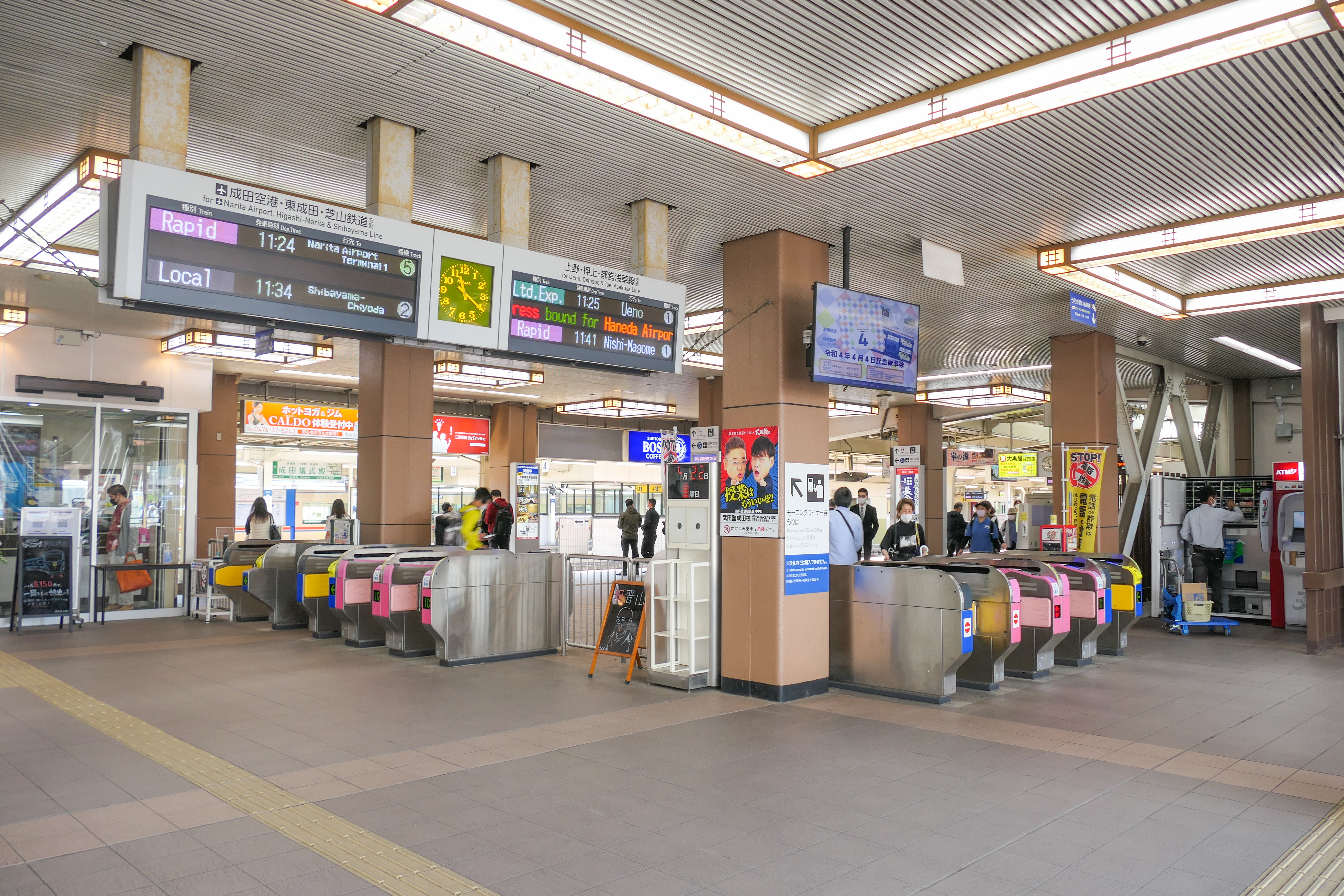
驗票口（2022年4月）
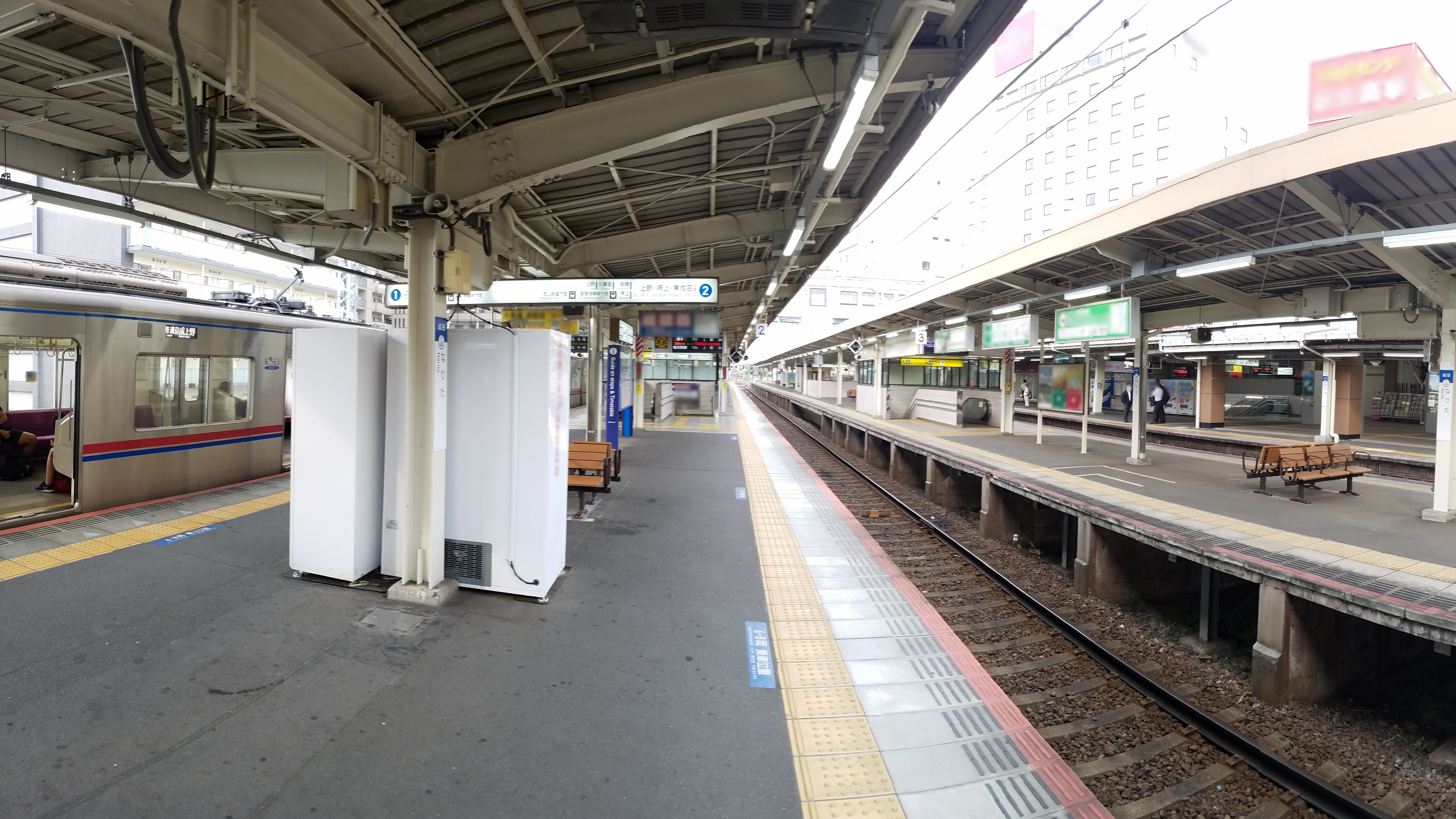
月台（2020年8月）

### 月台配置
| 月台 | 路線     | 方向 | 目的地                                               | 目的地                                               | 備註         |
| ---- | -------- | ---- | ---------------------------------------------------- | ---------------------------------------------------- | ------------ |
| 1、2 | 東成田線 | 下行 | 東成田、芝山千代田方向                               | 東成田、芝山千代田方向                               | 中午時段     |
| 1、2 | 京成本線 | 上行 | 船橋、日暮里、京成上野、押上、 淺草線、 京急本線方向 | 船橋、日暮里、京成上野、押上、 淺草線、 京急本線方向 |              |
| 3    | 京成本線 | 上行 | ■「City Liner」 ■「Morning Liner」                   | 船橋、青砥、日暮里、京成上野方向                     |              |
| 4    | 京成本線 | 下行 | （下車專用）                                         | （下車專用）                                         |              |
| 5    | 京成本線 | 下行 | 成田機場方向                                         | 成田機場方向                                         |              |
| 5    | 東成田線 | 下行 | 東成田、芝山千代田方向                               | 東成田、芝山千代田方向                               | 除中午時段外 |

## 使用情況
2016年度1日平均上下車人次為35,933人。京成線內69個車站當中排行第11位。
近年1日平均上下、上車人次推移如下表。
| 年度               | 1日平均 上下車人次 | 1日平均 上下車人次 | 1日平均 上車人次 | 1日平均 上車人次 |
| ------------------ | ------------------ | ------------------ | ---------------- | ---------------- |
| 1998年（平成10年） |                    |                    | 18,732           | [ 10 ]           |
| 1999年（平成11年） |                    |                    | 18,758           | [ 11 ]           |
| 2000年（平成12年） |                    |                    | 18,916           | [ 12 ]           |
| 2001年（平成13年） |                    |                    | 18,834           | [ 13 ]           |
| 2002年（平成14年） |                    |                    | 18,673           | [ 14 ]           |
| 2003年（平成15年） | 37,409             | [ 15 ]             | 18,604           | [ 16 ]           |
| 2004年（平成16年） | 37,535             | [ 17 ]             | 18,723           | [ 18 ]           |
| 2005年（平成17年） | 37,497             | [ 19 ]             | 18,638           | [ 20 ]           |
| 2006年（平成18年） | 38,045             | [ 21 ]             | 18,892           | [ 22 ]           |
| 2007年（平成19年） | 38,162             | [ 23 ]             | 18,920           | [ 24 ]           |
| 2008年（平成20年） | 38,568             | [ 25 ]             | 19,148           | [ 26 ]           |
| 2009年（平成21年） | 37,499             | [ 27 ]             | 18,630           | [ 28 ]           |
| 2010年（平成22年） | 36,026             | [ 29 ]             | 17,901           | [ 30 ]           |
| 2011年（平成23年） | 34,583             | [ 31 ]             | 17,212           | [ 32 ]           |
| 2012年（平成24年） | 35,426             | [ 33 ]             | 17,612           | [ 34 ]           |
| 2013年（平成25年） | 35,685             | [ 35 ]             | 17,715           | [ 36 ]           |
| 2014年（平成26年） | 34,871             | [ 37 ]             | 17,344           | [ 38 ]           |
| 2015年（平成27年） | 35,489             | [ 7 ]              | 17,617           | [ 39 ]           |
| 2016年（平成28年） | 35,933             |                    |                  |                  |

## 車站周邊

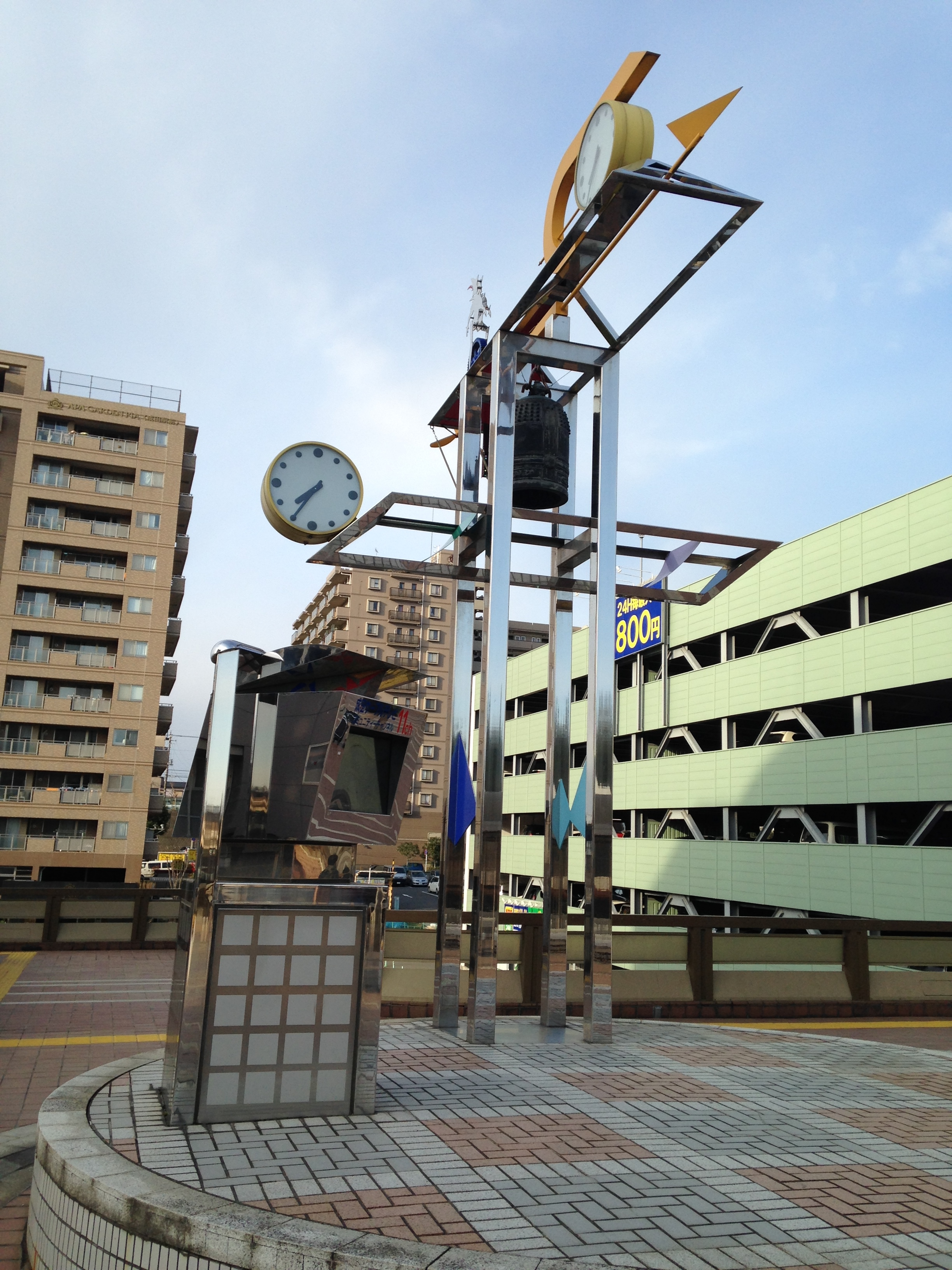
京成成田站東口前時鐘（2014年3月）
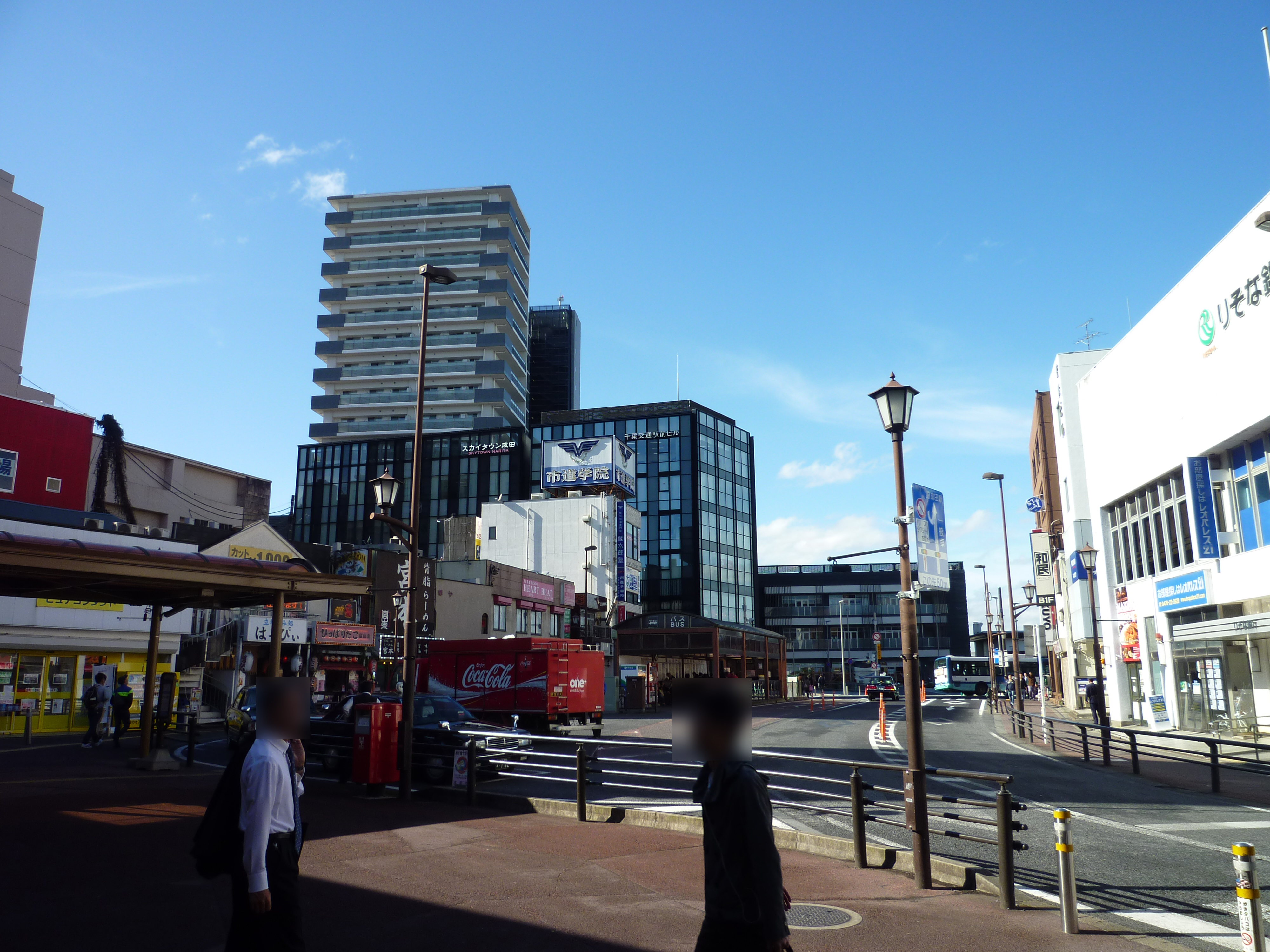
西口往JR成田站方向（2012年11月）
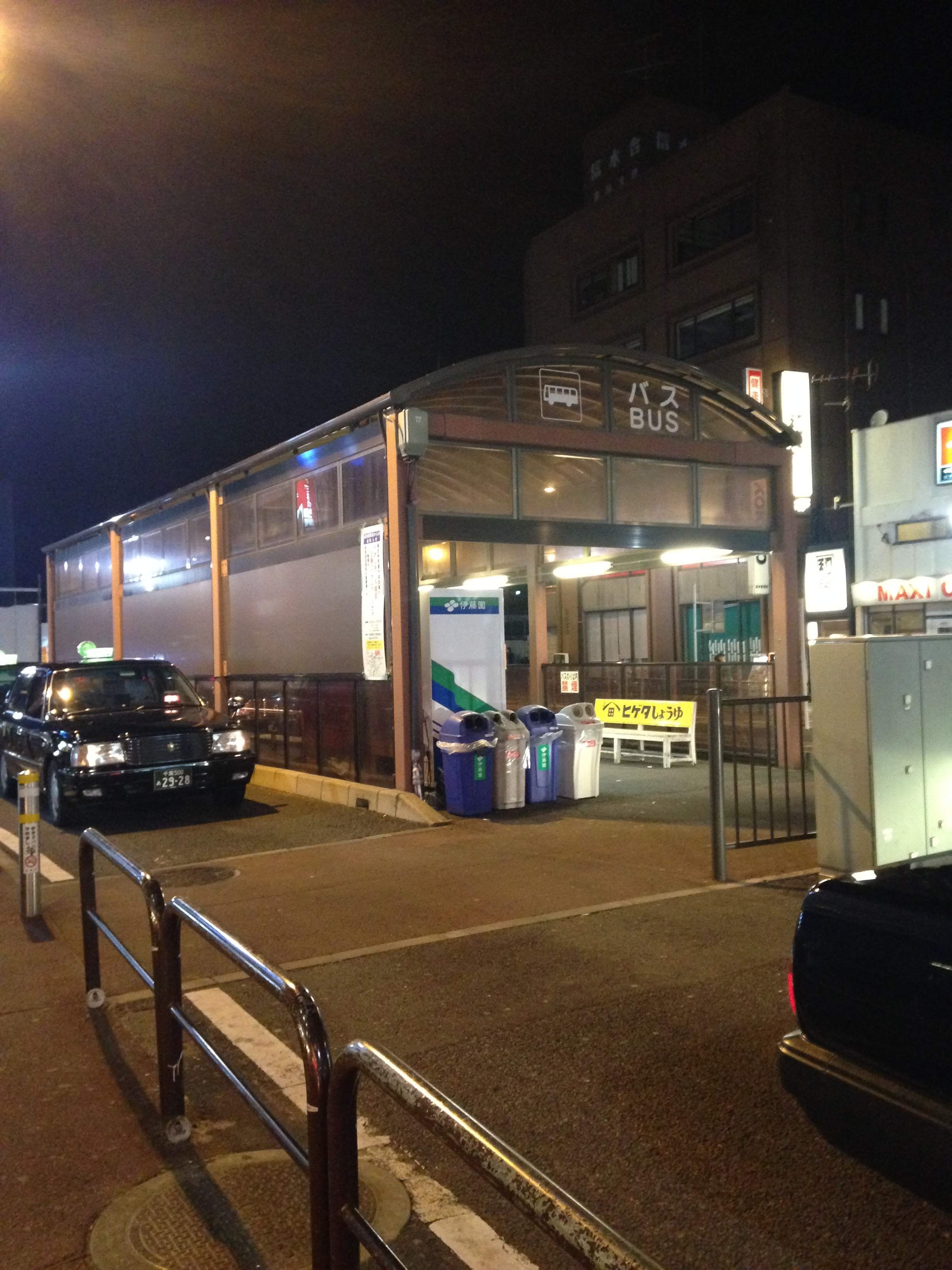
西口巴士站（2008年8月（2014年3月）
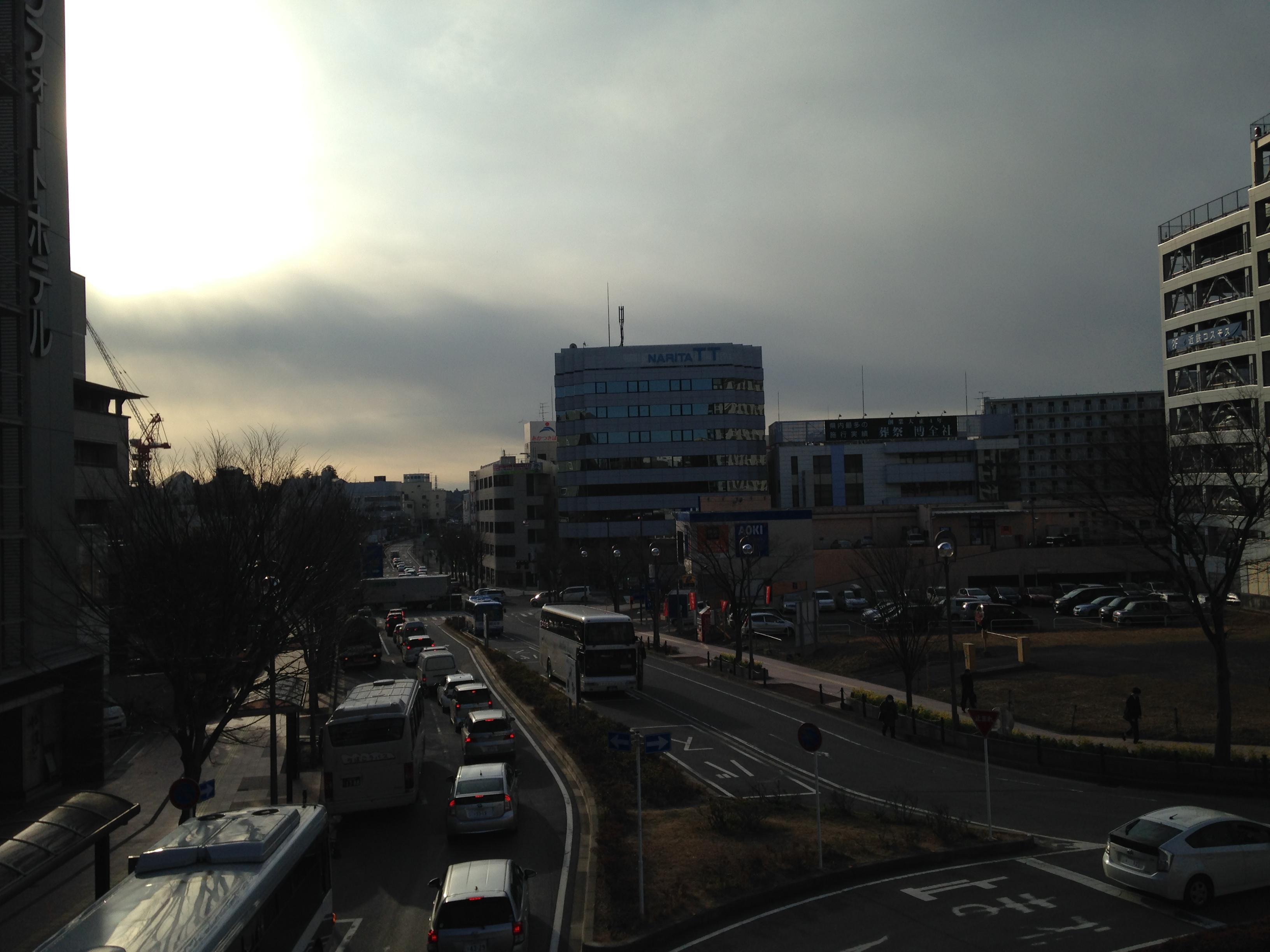
東口風景（2014年3月）
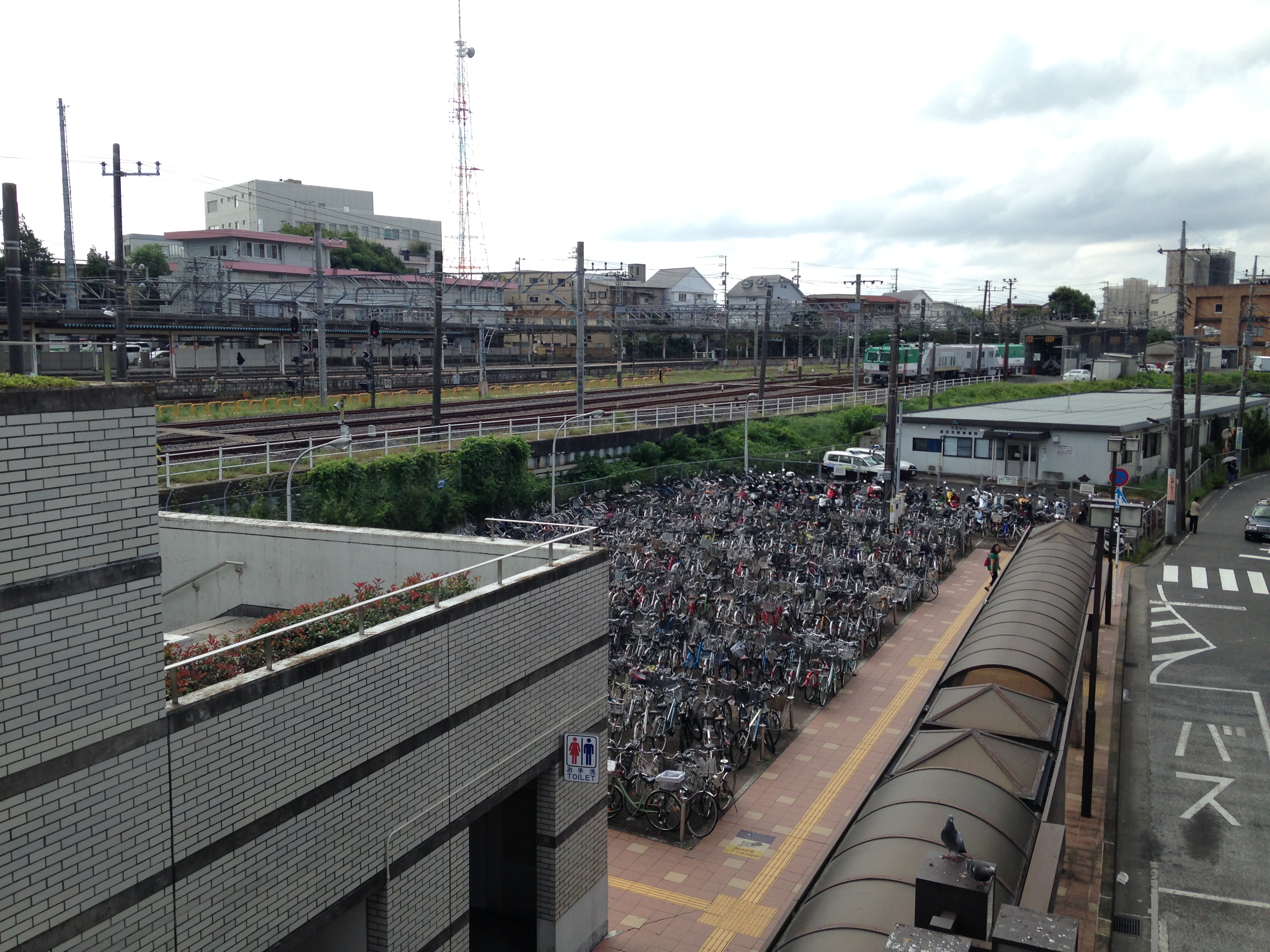
西口風景（2015年9月）

### 東口
- 成田市役所
  - 成田市消防本部（日语：成田市消防本部）、成田消防署
- Comfort Hotel成田（Choice Hotels連鎖飯店）
- APA Hotel京成成田站前
- Richmond Hotel（日语：ロイヤルホールディングス）成田
- AOKI（日语：AOKIホールディングス）
- 國道51號
- AEON TOWN成田富里（日语：イオンタウン成田富里）
- Yaoko（日语：ヤオコー）成田站前店[40]
- 成田富里德洲會醫院[40]
- 三井住友銀行成田支店[40]
- 富里市役所日吉台（日语：日吉台ニュータウン）出張所（北部社區中心內）[40][41]

### 西口（參道口）
- 東日本旅客鐵道（JR東日本）成田線成田站 - 步行2分。
- Hotwl Welco成田（日语：ホテルウェルコ成田）
- 里索那銀行成田支店
- 千葉銀行成田支店
- 瑞穗銀行成田支店
- 千葉交通本社大樓
- 成田站前郵便局
- 成田山新勝寺表參道

### 巴士
本站可搭乘千葉交通的路線巴士與成田空港交通等運行的高速巴士。

#### 中央口（西口）
- 1號線：夜行高速巴士：經京都站八條口、大阪難波往USJ、[成田Memorial Park線] 往成田Memorial Park
- 2號線：[吉岡線] 經吉岡往佐原粉名口車庫
- 3號線：[LCC早班對應路線巴士] 往成田機場第3航廈、[TDR線] 往東京迪士尼度假區
- 4號線：[住野線] 經並木往八街站、經Family Town富里往PROLOGIS PARK成田1、往埴輪台車庫
- 5號線：[三里塚線] 經並木往PROLOGIS PARK成田1
- 6號線：[永旺成田SC線] 往永旺購物中心（日语：イオンモール成田）
- 7號線：[成田市內線] 經日赤醫院（日语：成田赤十字病院）往宗吾靈堂、經日赤醫院往BonBelta（日语：ボンベルタ百貨店）、往花之木台、往成田湯川站
- 11號線：[成田市內線] 往成田山門前、往日吉台車庫
- JR巴士關東多古線 往JR成田站（八日市場站、多古巴士總站、航空博物館方向發車）
- 成田市社區巴士遠山線、大室·小泉線、水掛線、津富浦線、豐住線

#### 東口
- 1號線：往日吉台車庫
- 2號線：[久能兩國線] 往兩國、往埴輪台車庫、往Family Town富里
- 3號線：[野毛平工業團地線] 往野毛平工業團地、[教習所（日语：成田自動車教習所）東線] 往教習所東、Beisia富里店、[JOYFUL（日语：ジョイフル本田）線] 往Family Town富里、[山武Wing Liner] 經風和里芝山（日语：風和里しばやま）、JR成東站往山武市役所、JR求名站[42] (千葉Flower Bus（日语：ちばフラワーバス）)
- 4號線：[八代線] 往BonBelta、往成田湯川站、往花之木台、[早班高速巴士] 往東京站八重洲口前、濱松町巴士總站（千葉交通）、[深夜急行巴士] 往成田機場（第2、第3航廈）[43]（成田空港交通）、[LCC早班對應路線巴士] 往成田機場第2航廈
- [成田市社區巴士（日语：成田市コミュニティバス）] 遠山線、大室·小泉線、水掛線、津富浦線、豐住線、北須賀線（僅往成田市役所）

#### 其他
- Comfort Hotel成田正面的巴士站可搭乘往成田機場與機場周邊飯店的免費接駁巴士、城西國際大學接駁巴士。
- 市役所階梯下巴士站可搭成往Satellite成田、f-keiba成田（日语：サテライト成田）（競輪、競馬場外售票所）的免費接駁巴士。
- 可搭乘成田市Circle Bus往來市內主要設施與機場周邊飯店。
- 本站可搭乘新橋站、有樂町站、東京站八重洲口、西船橋站、上野站、金町站、松戶發往成田機場的深夜急行巴士（成田空港交通運行）。

## 相鄰車站
京成電鐵
 本線
- ■「City Liner」始發、終到站、■「Morning Liner」、■「Evening Liner」停車站

■快速特急
京成佐倉（KS35）－京成成田（KS40）－機場第2候機樓（KS41）
■特急、■通勤特急、■快速、■普通
公津之杜（KS39）－京成成田（KS40）－機場第2候機樓（KS41）
 東成田線
■快速特急、■特急、■通勤特急、■快速、■普通
（本線上野方向）－京成成田（KS40）－東成田（KS44）

## 外部連結
- 京成成田｜電車與車站資訊｜京成電鐵
- 京成成田站PDF - 京成電鐵